# Trichonephila sexpunctata
Espèce
Synonymes
- Nephila sexpunctata Giebel, 1867
- Nephila fontanae Holmberg, 1876
- Nephila riverai Brèthes, 1918
- Nephila chacoensis Badcock, 1932
- Nephila dubia Badcock, 1932

Statut de conservation UICN

 LC  : Préoccupation mineure
Trichonephila sexpunctata est une espèce d'araignées aranéomorphes de la famille des Araneidae.

## Distribution
Cette espèce  se rencontre au Brésil, au Paraguay et en Argentine.

## Description
Le mâle décrit par Levi et Eickstedt en 1989 mesure 2,8 mm et la femelle 32 mm

## Systématique et taxinomie
Cette espèce a été décrite sous le protonyme Nephila sexpunctata par Giebel en 1867. Elle est placée dans le genre Trichonephila par Kuntner et al. en 2019.
Nephila riverai a été placée en synonymie par Mello-Leitão en 1933.
Nephila fontanae a été placée en synonymie par Mello-Leitão en 1944.
Nephila chacoensis et Nephila dubia ont été placées en synonymie par Levi et Eickstedt en 1989.

## Publication originale
- Giebel, 1867 : « Neue Spinne, Nephila sexpunctata, von Mendoza. » Zeitschrift für die Gesammten Naturwissenschaften, vol. 30, p. 325-326 (texte intégral).